# Bíblia de Santa Cruz de Coimbra

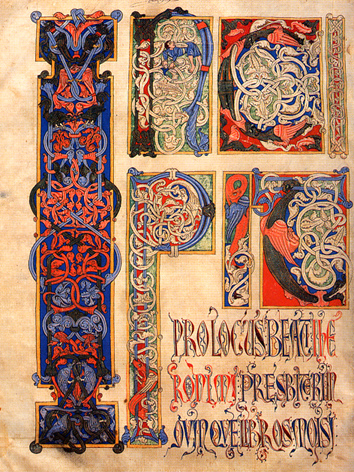
Ante-rosto da Bília de Coimbra

A Bíblia de Santa Cruz de Coimbra (BPMP ms 1) é uma bíblia manuscrita e ricamente iluminada produzida no Mosteiro de Santa Cruz de Coimbra, em torno do século XII, sendo um dos mais importantes representantes em seu gênero remanescentes da Idade Média em Portugal. Está preservada na Biblioteca Pública Municipal do Porto.